# Tribune Mont-Blanc
Pour les articles homonymes, voir La Tribune.
Tribune Mont-Blanc était un hebdomadaire savoyard lancé par le groupe de presse suisse Edipresse et couvrant le département de la Haute-Savoie ainsi que le Pays de Gex.

## Historique
La Tribune Mont-Blanc avait, à terme, l'ambition de concurrencer les quotidiens français de la région. Tiré à 50 000 exemplaires, les ventes plafonnaient à 5 000 copies.